# 9640 Lippens
9640 Lippens (1994 PP26) là một tiểu hành tinh vành đai chính được phát hiện ngày 12 tháng 8 năm 1994 bởi E. W. Elst ở La Silla.